# 豊通ファシリティーズ
豊通ファシリティーズ株式会社（英:  TOYOTA TSUSHO FACILITIES CORPORATION ）は、愛知県名古屋市中村区名駅4-9-8に本社を置く、豊田通商グループのオフィス住環境事業専門会社である。
設立の経緯から株式会社豊通オールライフとは兄弟会社である。2014年（平成24年）4月1日、豊通ライフケア株式会社から現社名に変更した。

## 沿革
- 2001年4月 - 豊通ライフケア株式会社設立。
- 2014年4月 - 介護用品レンタル事業部門を株式会社ガット・リハビリィ（現・豊通オールライフ）へ移管し、オフィス住環境事業部門に特化。豊通ファシリティーズ株式会社に社名変更。
- 2015年3月 - カーポート型太陽光発電設備（PVカーポート）をオリックスと共同で販売開始。

## 事業所

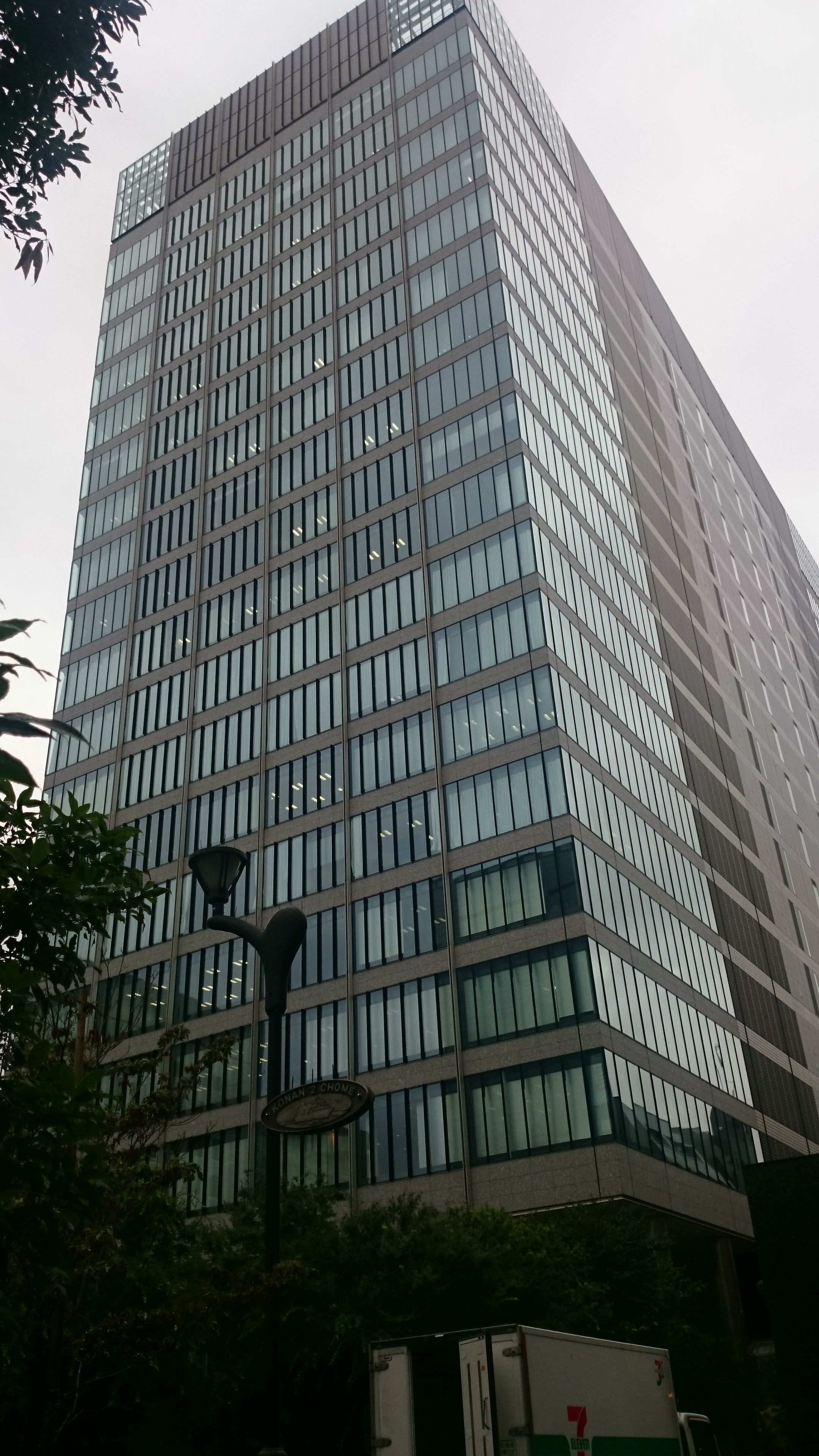
17階に東京事業所が入居している（品川フロントビル）

- 本社 - 愛知県名古屋市中村区名駅4-9-8
- 豊田支店 - 愛知県豊田市寿町7-66
- 東京営業所 - 東京都港区港南2丁目3番13号 品川フロントビル17階
- 大阪営業所 - 大阪府大阪市中央区南船場4丁目3番11号 大阪豊田ビル

## 事業
- 豊田通商の企画する家具「トヨスチール」の販売
- 壁紙、カーテン、床材、インテリア等の内装事業（リリカラ株式会社とのタイアップ）
- 各種建築・住宅資材・リフォーム・SP事業
- 輸入総代理業（米国Big Ass Solutions 社の省エネ超大型シーリングファン：Big Ass Fans の輸入総代理業[4]）